# Flying Teapot
Flying Teapot — альбом группы прогрессивного рока Gong, изначально изданный фирмой Virgin в 1973 году. Альбом был переиздан с новой обложкой компанией BYG во Франции и Японии в 1976 году.

## Характеристика
Называемый также Radio Gnome Invisible Part 1, этот альбом является первой частью трилогии альбомов, второй и третьей частями которого стали Angel’s Egg и You. Трилогия формирует ядро мифологии Gong. Идея о Летающем чайнике (Flying Teapot) почерпнута группой из аналогии британского философа Бертрана Рассела, приведенной им в статье «Есть ли Бог?» (1952).
«Хотя и не столь замысловатый, как его последователь Angel’s Egg, этот альбом предлагает более верный прогрессивный космический рок с изобилием хиппистски-трипповых текстов».

## Признание
В специальном издании журналов Q и Mojo «Pink Floyd и история прог-рока» альбом занимает 35 место в списке 40 альбомов космического рока.
Альбом занимает 22 место в рейтинге лучших альбомов Кентерберийской сцены сайта Progarchives (по состоянию на апрель 2013 года).

## Список композиций
1. «Radio Gnome Invisible» (Дэвид Аллен) — 5:30
2. «Flying Teapot» (Дэвид Аллен / Франсис Мозе) — 12:30
3. «The Pot Head Pixies» (Дэвид Аллен) — 3:00
4. «The Octave Doctors & The Crystal Machine» (Тим Блейк) — 2:00
5. «Zero The Hero & The Witch’s Spell» (Дэвид Аллен / Тим Блейк / Кристиан Триш) — 9:45
6. "Witch’s Song: 'I Am Your Pussy' " (Джилли Смит / Дэвид Аллен) — 5:10

## Музыканты
Оригинальный список музыкантов указан следующим образом:
- PON voicebox — Dingo Virgin & Hi T Moonweed the favourite
- Orgone box & space whisper — the Good Witch Yoni
- VCS 3box Cynthia size A & crystal machine — Hi T Moonweed the favourite
- Split sax ie tenna & soprasax & so flooth — The Good Count Bloomdido Bad De Grass
- Gitbox — Stevie Hillside (spermguitar & slow whale), The Submarine Captain (sideral slideguitar & Dogfoot), Dingo Virgin & others (aluminium croonguitar & stumblestrum)
- VCS3 fertilised elect piano & left bank uptightright pno & Shakesperian meat bass — Francis Bacon
- Drumbox kicks and knocks — Lawrence the alien
- Congox — Rachid Whoarewe the Treeclimber
- Road crew & trux — Venux De Luxe
- Switch doctor — Wiz De Kid LIGHTS & Duke

Эти псевдонимы и названия соответствуют следующему:
- Дэвид Аллен — вокал, гитара
- Джилли Смит — вокал
- Тим Блейк — клавишные, вокал
- Дидье Малерб — саксофоны, флейта
- Стив Хиллидж — гитара
- Кристиан Триш — гитара
- Франсис Мозе — клавишные, бас-гитара
- Лори Аллан — барабаны
- Рашид Хоуари — перкуссия